# Saint-Antonin (Gers)
Saint-Antonin is een gemeente in het Franse departement Gers (regio Occitanie) en telt 130 inwoners (1999). De plaats maakt deel uit van het arrondissement Condom.

## Geografie
De oppervlakte van Saint-Antonin bedraagt 10,7 km², de bevolkingsdichtheid is 12,1 inwoners per km².
De onderstaande kaart toont de ligging van Saint-Antonin (Gers) met de belangrijkste infrastructuur en aangrenzende gemeenten.

## Demografie
Onderstaande figuur toont het verloop van het inwonertal (bron: INSEE-tellingen).